# Équipe d'Autriche de baseball
Uniformes
L'équipe d'Autriche de baseball représente la Fédération d'Autriche de baseball lors des compétitions internationales, comme le Championnat d'Europe de baseball ou la Coupe du monde de baseball notamment.

## Palmarès
Championnat d'Europe de baseball
- 2007 : 11e
- 2019 : 10e